# Epoca de Aur a benzilor desenate

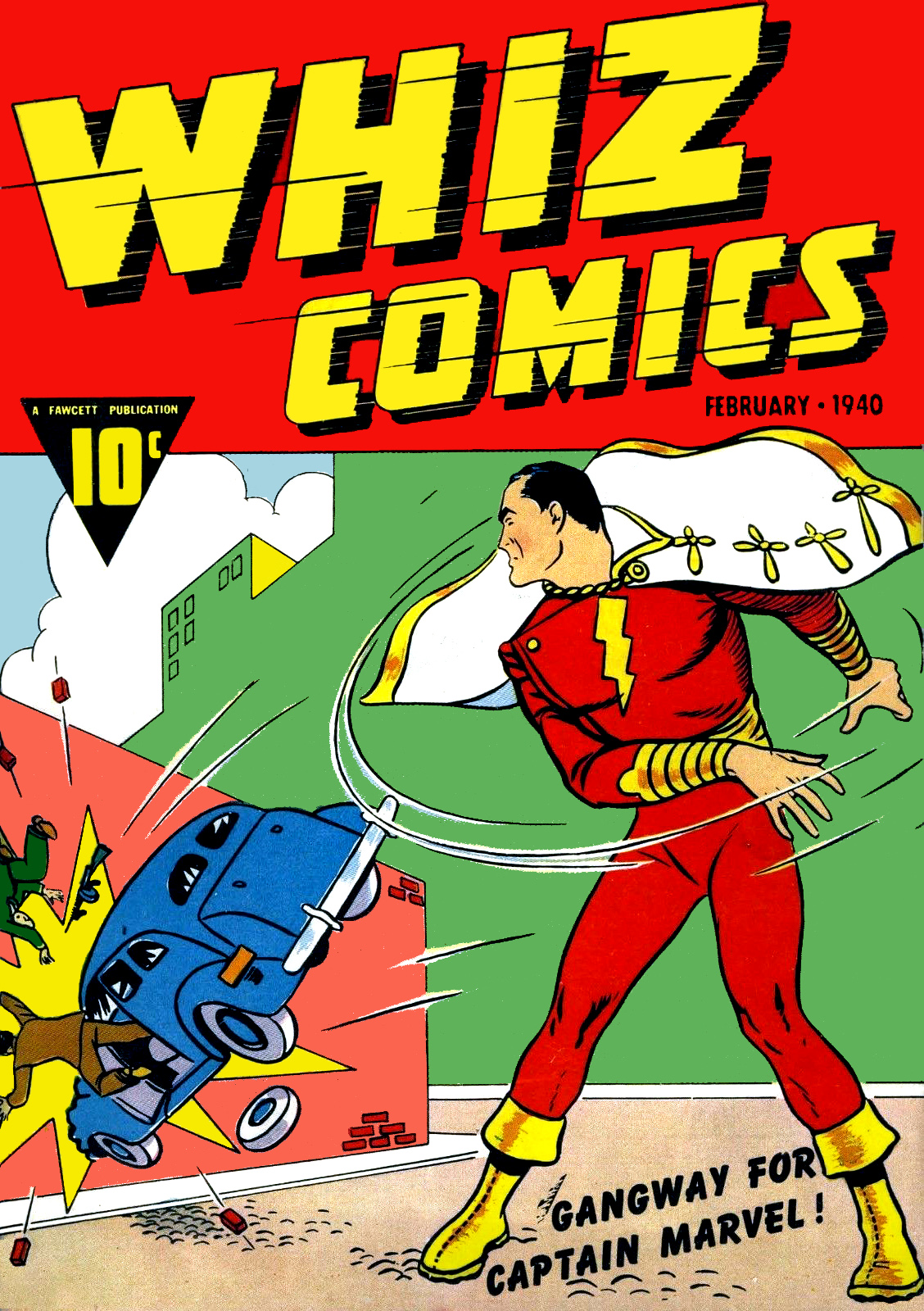
Whiz Comics #2 (februarie 1940), prima apariție a supereroului Shazam.

Epoca de Aur a benzilor desenate descrie perioada 1938–1956, în care s-au dezvoltat masiv cărțile moderne de benzi desenate. Arhetipul supereroului a fost dezvoltat în această perioadă, iar multe personaje cunoscute precum Superman, Batman, Robin, Shazam, Căpitanul America, Femeia Fantastică și Canarul Negru au fost introduse.

## Etimologie
Richard A. Lupoff⁠(d) a utilizat pentru prima dată termenul de „Epocă de Aur” în articolul „Re-Birth” publicat în numărul unu al publicației Comic Art⁠(d) în aprilie 1960.

## Istorie
Debutul supereroului Superman în revista Action Comics #1 – publicată de Detective Comics (predecesorul DC Comics) – este considerat de mulți începutul Epocii de Aur. Popularitatea lui Superman a transformat benzile desenate într-o industrie de succes, determinând companiile rivale să creeze supereroi asemănători pentru a profita de pe urma succesului său.

### Al Doilea Război Mondial
Între 1939 și 1941, Detective Comics și compania soră, All-American Publications⁠(d), au introdus supereroi populari precum Batman și Robin, Femeia Fantastică, Flash, Green Lantern, Doctor Fate, Atom⁠(d), Hawkman⁠(d), Green Arrow și Aquaman. Timely Comics⁠(d), predecesorul Marvel Comics din anii 1940, a vândute de milioane de reviste cu personajele Torța Umană⁠(d), Namor⁠(d) și Căpitanul America. Deși personajele DC și Timely sunt foarte cunoscute astăzi, cea mai vândută revista cu supereroi a epocii a fost Captain Marvel Adventures a editurii Fawcett Comics, având aproximativ 1,4 milioane de exemplare pentru fiecare număr. Benzile desenate erau publicate bisăptămânal pentru a profita de pe urma popularității lor.
Eroii patrioti care purtau uniforme în culorile roșu, alb și albastru au fost deosebit de populari în timpul celui de-Al Doilea Război Mondial după debutul lui Shield⁠(d) în 1940. O mare parte din eroii acestei perioade au intrat în conflict cu Puterile Axei; un exemplu este cartea Captain America Comics #1 (copertă datată⁠(d) martie 1941) în care personajul eponim îl lovește pe liderul nazist Adolf Hitler.
Pe măsură ce benzile desenate au crescut în popularitate, editorii au început să publice cărți de diferite genuri. Personajele nonsupereroi ale Dell Comics⁠(d) (în special benzile desenate cu personaje animate Walt Disney licențiate) au depășit benzile desenate cu supereroi ale perioadei. Editura a introdus personaje literare și de film precum Mickey Mouse, Donald Duck, Roy Rogers și Tarzan. În această epocă, scriitorul și artistul Carl Barks – creatorul lui Donald Duck – a devenit cunoscut. Mai mult, introducerea lui Archie Andrews⁠(d) în Pep Comics⁠(d) #22 (decembrie 1941) de către editura MLJ⁠(d) a dat naștere benzilor desenate pentru adolescenți⁠(d), iar personajul a rămas popular până în secolul XXI.
În același timp, importul cărților de benzi desenate americane a fost interzis în Canada în baza legii War Exchange Conservation Act, care restricționa importul de bunuri neesențiale. Editorii canadieni au reacționat la lipsa acestora prin lansarea propriilor cărți numite informal Canadian Whites⁠(d). Deși au fost populare în timpul războiului, au dispărut după ridicarea restricțiilor comerciale.

### Perioada postbelică
Cartea de benzi desenate educaționale Dagwood Splits the Atom a folosit personaje din benzile desenate Blondie⁠(d). Potrivit istoricului Michael A. Amundson, personajele populare din benzile desenate au redus îngrijorările tinerilor cititori legate de posibilitatea unui război nuclear și au neutralizat anxietatea acestora cu privire la puterea atomică. În aceeași perioadă, benzi desenate umoristice precum Mad⁠(d) de EC Comics⁠(d) și Uncle Scrooge de Four Color Comics⁠(d) (ambele în 1952) au debutat.
În 1953, industria benzilor desenate a fost afectată de înființarea Subcomitetului pentru delincvența juvenilă din Senatul Statelor Unite. După publicarea Seduction of the Innocent⁠(d) de către Fredric Wertham⁠(d), în care se susținea că benzile desenate cauzează delicvență juvenile, editori precum William Gaines⁠(d) au fost citați să depună mărturie în cadrul unor audieri publice. În consecință, Comics Code Authority⁠(d) a fost creată de Association of Comics Magazine Publishers⁠(d) cu scopul de a cenzura benzile desenate. EC Comics și-a anulat cărțile polițiste și horror, concentrându-se cu precădere pe revista Mad.

### Declinul

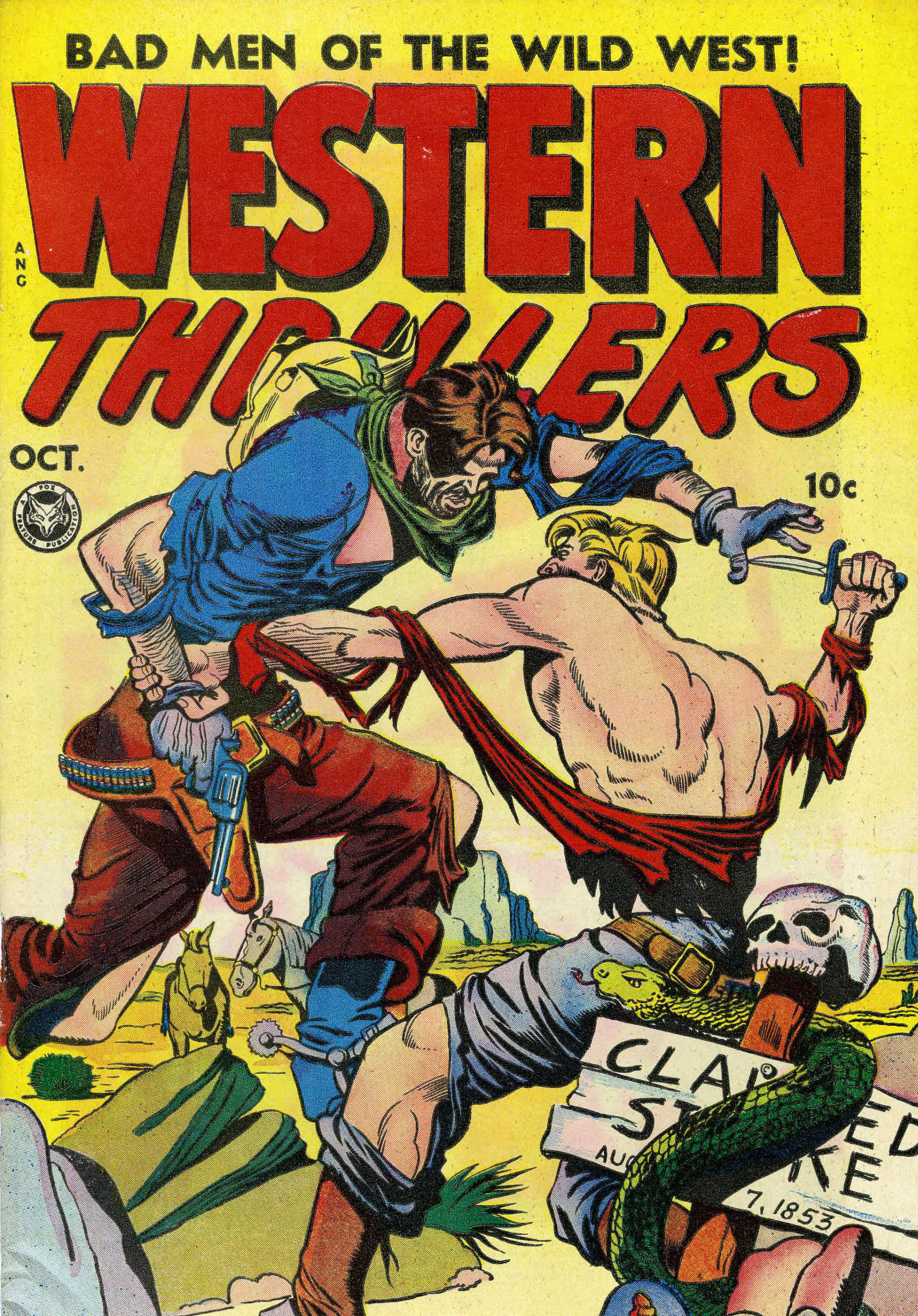
Coperta Western Thrillers #2, 1948.
Sfârșitul anilor '40 este caracterizat de popularizarea revistelor western.

La sfârșitul anilor 1940, popularitatea benzilor desenate cu supereroi a intrat în declin. În încercarea de a nu-și pierde cititorii, editurile au început să publice diverse genuri: benzi desenate despre război, benzi desenate western, benzi desenate științifico-fantastice, benzi desenate romantice, benzi desenate polițiste și benzi desenate horror.
În 1946, Superboy⁠(d), Aquaman și Green Arrow de la DC Comics au fost transferați de la More Fun Comics⁠(d) la Adventure Comics⁠(d), iar More Fun s-a reprofilat pe umor. În 1948, All-American Comics – antologie cu aventuri ale personajelor Green Lantern, Johnny Thunder⁠(d) și Dr. Mid-Nite⁠(d) – a fost înlocuită cu All-American Western. În anul următor, Flash Comics și Green Lantern au fost anulate. În 1951, All Star Comics a devenit All-Star Western⁠(d). Star Spangled Comics⁠(d) a fost redenumită Star Spangled War Stories⁠(d), iar Sensation Comics⁠(d) – care prezenta aventurile Femeii Fantastice – a fost anulată în 1953. Singurele benzi desenate cu supereroi publicate pe parcursul anilor 1950 au fost Action Comics, Adventure Comics⁠(d), Batman⁠(d), Detective Comics, Superboy⁠(d), Superman⁠(d), Wonder Woman⁠(d) și World's Finest Comics⁠(d).
Plastic Man⁠(d) a apărut în benzile desenate Police Comics⁠(d) ale editurii Quality Comics⁠(d) până în 1950, iar apoi a fost reprofilată pe povești polițiste; aventurile personajului au continuat să apară pănă la numărul 52 din februarie 1955. The Human Torch a editurii Timely Comics a fost anulată după numărul 35 (martie 1949) și Marvel Mystery Comics⁠(d) a fost transformată în benzile desenate horror Marvel Tales⁠(d) odată cu numărul #93 (aug. 1949). Sub-Mariner Comics a fost anulată după numărul 42 (iunie 1949) și Captain America Comics, publicată la momentul respectiv sub titlul Captain America's Weird Tales, după numărul 75 (februarie 1950). Black Cat⁠(d) al Harvey Comics a fost anulată în 1951 și reprofilată pe benzi desenate horror în același an, titlul său fiind schimbat în Black Cat Mystery, Black Cat Mystic și, în cele din urmă, Black Cat Western pentru ultimele două numere. Daredevil⁠(d) al Lev Gleason Publications⁠(d) a fost eliminat din titlul cărții, fiind depășit în popularitate de Little Wise Guys⁠(d) în 1950. Whiz Comics, Master Comics⁠(d) și Captain Marvel Adventures ale editurii Fawcett Comics au fost anulate în 1953, iar The Marvel Family⁠(d) a fost anulată în anul următor. Epoca de Argint ia naștere odată cu debutul unei versiuni diferite a supereroului DC Comics Flash (Barry Allen)⁠(d) în cartea Showcase⁠(d) #4 (octombrie 1956).